# Alpha Test
Alpha Test è una casa editrice e società di formazione italiana, fondata a Milano nel 1987 e specializzata in libri e corsi di istruzione preuniversitaria. Alpha Test è proprietaria del marchio Sironi editore, fondato nel 2002.

## Storia

### 1987-1992: i corsi di formazione
Nel 1987 i fratelli Alberto e Renato Sironi, con Massimiliano Bianchini, fondano a Milano Alpha Test. L'attività aveva avuto inizio a Milano, con l'organizzazione dei primi corsi di preparazione rivolti ai futuri studenti dell'Università Bocconi allargandosi poi rapidamente ad altri corsi di laurea.
A 5 anni dalla fondazione, la società, con sede a Milano in via Cherubini 6, apre le sedi di Roma, Bologna e Torino nel 1992.

### 1993 – 1996
Nel 1993 Alpha Test avvia la sua produzione editoriale con i primi manuali teorico-pratici distribuiti nelle librerie italiane da Hoepli.
Con lo sviluppo dell'attività, Alpha Test apre nuove sedi a Napoli, Firenze e Padova e trasferisce la sede milanese in via Savona 26 per poi approdare, nel 1996, in via Mercalli 14, tuttora sede legale e operativa della società.

### 1998-2001
Nel 1998 viene aperto il Centro di Orientamento Alpha Test. In questi anni il catalogo Alpha Test ospita via via nuovi progetti, tra cui Spilli, collana tascabile di parascolastica composta da 180 compendi dedicati a tutte le materie delle scuole superiori. Nel 2000 attiva il servizio di e-commerce sul sito web.

### 2002-2005: nasce Sironi Editore
Il 2002 vede la nascita del marchio Sironi editore, che include titoli di divulgazione scientifica e narrativa.
La narrativa è affidata fino al 2009 allo scrittore Giulio Mozzi e ospita le collane indicativo presente e Questo e altri mondi. La collana Galápagos, ideata e curata da Martha Fabbri, raccoglie invece titoli di divulgazione scientifica.

### 2006-2012
Nel 2006 i cataloghi Alpha Test sono distribuiti e promossi da PDE. In questi anni la produzione editoriale di Alpha Test si amplia a titoli di diritto, meteorologia, salute, lingue, management e coaching, esami per la patente di guida.
Dal 2011 alcuni titoli del catalogo Alpha Test sono pubblicati anche in formato ebook e distribuiti da Bookrepublic.
Nel 2012 Alpha Test stringe un accordo con Feltrinelli Editore per la realizzazione di Missione ammissione, format di seminari informativi sul numero chiuso e simulazioni dei test d'ingresso universitari.

### 2013-2016
Il 2013 vede l'ingresso nella società del fondo veneto Alcedo SGR, con una quota di partecipazione del 45%. Nello stesso anno Alpha Test lancia il progetto di formazione digitale 'AlphaTestAcademy.it, piattaforma di preparazione online e personalizzata ai test di ammissione.
I cataloghi Alpha Test e Sironi constano complessivamente di circa 600 titoli. A inizio 2016 la distribuzione di entrambi i marchi passa a Messaggerie Italiane.

### 2017: il nuovo assetto societario
Il 14 marzo 2017 la società di Private Equity indipendente Aksìa Group SGR SpA annuncia l'acquisizione del 70% di Alpha Test. L’operazione vede l’uscita dalla compagine societaria di Alcedo. Sempre nel 2017 Alpha Test ha assunto la forma societaria di S.p.A.